# Gabriel Petrović
Gabriel Petrović (Solna, 25 maggio 1984) è un ex calciatore svedese, di ruolo centrocampista.

## Palmarès

### Club
- Veikkausliiga: 1

IFK Mariehamn: 2016